# Dothraki
I Dothraki sono un popolo nomade inventato da George R. R. Martin per la sua saga Cronache del ghiaccio e del fuoco. Vengono descritti come una popolazione dai capelli corvini, gli occhi a mandorla e la pelle color rame.

## Governo
I Dothraki si spostano a cavallo per le sterminate praterie chiamate da loro stessi "mare d'erba", situate nelle terre al di là del mare, vivendo di caccia e di razzie. La società dei Dothraki è costituita da clan. Il popolo è organizzato in khalasar, gruppi tribali di dimensioni più o meno estese che fanno capo ad un khal (una figura simile al khan mongolo), il guerriero più forte e rispettato, la cui moglie riceve invece il titolo di khaleesi. Tutti i Dothraki, compresi i khal, quando si trovano nella città sacra, Vaes Dothrak, devono sottostare alle leggi delle sagge anziane del dosh khaleen.

### I cavalieri di sangue
Ogni khal ha i suoi "cavalieri di sangue", guerrieri che vanno ben oltre il compito di proteggere il proprio khal. Il loro rapporto si spinge all'estremo, diventano a tutti gli effetti fratelli del khal, la sua ombra, i suoi amici più fidati. Secondo le antiche tradizioni i cavalieri di sangue possono condividere col khal il cibo, le abitazioni e anche le sue mogli, ma mai il cavallo, considerato proprietà personale di ogni singolo guerriero. Le antiche leggi inoltre vogliono che alla morte del khal i cavalieri di sangue muoiano con lui e, nel caso in cui sia stato ucciso da mano nemica, la loro vita deve durare fin quando non sarà consumata la vendetta.

## Cultura e religione

### Religione
I Dothraki seguono un culto di tipo animista e sono un popolo molto superstizioso. La maggiore divinità dei Dothraki, il Grande Stallone, ha sembianze equine. Anche le stelle, per loro, sono un branco di cavalli infuocati lanciati al galoppo. I Dothraki credono inoltre che il primo uomo sia fuoriuscito da un lago (il Grembo del Mondo) in groppa al primo cavallo. La magia non viene accettata e le streghe, chiamate maegi, vengono considerate simboli del male e disprezzate.

### Il rapporto con il cavallo
I cavalli sono parte integrante della civiltà Dothraki vista la necessità, come popolo nomade, di spostarsi: la stessa parola Dothraki significa Uomini Cavallo. Questi animali sono inoltre fonte di cibo e materie prime, usate per gli abiti o l'artigianato. Il loro rapporto con il cavallo è così forte che l'animale è considerato sacro. I Dothraki cavalcano su selle molto strette e piatte, con le staffe corte. Viaggiare a piedi, o peggio su un carro, è un segno di debolezza, e viene consentito solo ad eunuchi, storpi, donne incinte, bambini ed anziani.
Hanno paura del mare, perché l'acqua salata non è potabile per i cavalli ed è considerata impura. Inoltre, i Dothraki lo temono poiché non riescono ad attraversarlo cavalcando e, non disponendo neanche di imbarcazioni, non sanno cosa ci sia al di là.

### Le nozze
Il rito del matrimonio inizia all'alba e si conclude al tramonto. Durante la festa vengono servite grandi quantità di cibo e bevande, e la giornata viene animata da danze, orge e duelli all'ultimo sangue: infatti, un matrimonio Dothraki senza almeno tre morti è considerato noioso. Le donne ballano con veli di danza cremisi, giallo e arancio. La sposa riceve tre regali tradizionali dai cavalieri di sangue: la frusta, l'arco, e l'arakh, un'arma tipica Dothraki, metà spada e metà falce. La sposa deve rifiutare i doni dei cavalieri, che andranno infatti al marito. Quando il sole è tramontato, il matrimonio viene consumato. Spesso i rapporti vengono consumati in pubblico, poiché nel khalasar il senso di privacy e di vergogna è diverso da quello delle Città Libere e dei Sette Regni.

## Usi e costumi
I Dothraki indossano tessuti pregiati e profumi solo nelle Città Libere, quando invece si trovano nel khalasar, sia uomini che donne, si vestono con gilet di cuoio dipinto sul petto nudo e braghe in crine di cavallo, decorati con cinture e catene di medaglioni di bronzo e calzano dei sandali aperti alti fino al ginocchio. Combattono senza armatura, considerata un abbigliamento da codardi,  indossando solo il tipico gilet di cuoio, o a petto nudo. I Dothraki si lasciano crescere i capelli lunghi, acconciandoli in un'unica treccia, che intingono nell'olio, in modo da renderla lucente. Nel caso in cui un guerriero perda un duello, l'avversario taglia la sua treccia. Perciò la lunghezza dei capelli di un dothraki è indice della sua bravura in combattimento: più i capelli sono lunghi, meno sconfitte ha subito. Inoltre, dopo ogni vittoria i guerrieri si attaccano una campanella di bronzo nella treccia, spesso strappandola al Dothraki che hanno ucciso.
Nel khalasar, vi è spazio solo per i più forti: l'usanza vuole che i neonati deformi vengano estromessi dalla vita Dothraki, facendoli sbranare da cani selvatici.

## Vaes Dothrak

Vaes Dothrak rappresentata nella serie televisiva Il Trono di Spade

I Dothraki, essendo nomadi, non hanno abitazioni sedentarie. Hanno, però, una città sacra: Vaes Dotrak. Questa non è una vera e propria città, non vi sono infatti né mura né edifici in pietra, ma un enorme spazio aperto capace di ospitare contemporaneamente anche tutti i khalasar del popolo dothraki, poiché secondo una profezia tutti i khalasar verranno riuniti a Vaes Dothrak dallo Stallone che Monta il Mondo, il grande guerriero che dominerà tutto il mondo. Gli unici abitanti permanenti della città sacra sono le anziane del dosh khaleen e gli eunuchi loro servitori. Le anziane, temute e rispettate anche dai khal più potenti, sono state in passato tutte khaleesi. Alla morte dei propri mariti infatti, quando il nuovo khal porta con sé una nuova regina, queste lasciano il khalasar e vengono portate a Vaes Dothrak per regnare su tutto il popolo dothraki. All'interno della città sacra vi sono alcune leggi imprescindibili, prima fra tutte che nessun uomo può portare con sé delle lame, inoltre non si può versare il sangue di altri uomini.

## Il Grembo del Mondo
"Il Grembo del Mondo" è un lago di grandi dimensioni, circondato da canneti, situato vicino alle mura di Vaes Dothrak. Per i Dothraki è sacro, poiché credono che da lì sia fuoriuscito il primo uomo in groppa al primo cavallo.
Daenerys Targaryen, durante la gravidanza, si lava in esso dopo aver mangiato un cuore di stallone, prova da superare al fine di rendere forte e vigoroso il nascituro. Ciò accade ne Il grande inverno.

## Dothraki nella saga

### Drogo
È il khal a cui va in sposa Daenerys Targaryen ne Il gioco del trono. Ha meno di trent’anni ed è descritto come un giovane uomo gigantesco, dai modi rozzi tipici dei Dothraki, crudele, ma con un gran senso dell'onore. Col tempo, impara a rispettare e ad amare la giovane moglie, che a sua volta ricambia.
Drogo è un guerriero e un cacciatore formidabile, uno dei pochi Dothraki morti senza che i suoi capelli siano mai stati tagliati, segno di una vita di duelli sempre vinti.
In seguito a una grave ferita ricevuta in combattimento da khal Ogo, Drogo cade da cavallo, perdendo la fedeltà del suo khalasar. Daenerys, allora, lo affida alle cure di una prigioniera esperta di arti magiche, la maegi Mirri Maz Duur, ma questa, in un impeto vendicativo, lo sottopone a una magia che, pur curando la sua ferita, lo riduce in uno stato vegetativo. Daenerys non avrà altra scelta che porre fine alle sofferenze del marito, soffocandolo con un cuscino.
Nella serie televisiva è interpretato da Jason Momoa.

### Qotho
Cavaliere di sangue di khal Drogo. Durante la festa che segue il rituale in cui Daenerys mangia il cuore di cavallo, blocca Viserys Targaryen assieme a Cohollo e ad Aggo.
Quando Drogo rimane ferito e Daenerys decide di affidare il marito alle cure della maegi Mirri Maz Duur, Qotho è tra coloro che cerca di impedire che il khal finisca sotto le grinfie della strega. Nello scontro che segue, Qotho uccide Quaro per poi venire ucciso da ser Jorah Mormont
Nella serie televisiva è interpretato da Dar Salim.

### Cohollo
Il più anziano dei cavalieri di sangue di khal Drogo. È tozzo, calvo e con i denti rotti da una mazza ferrata per aver impedito che il giovane Drogo, allora khalakka, venisse venduto da dei mercenari ai nemici del padre. Durante la festa che segue il rituale in cui Daenerys Targaryen mangia il cuore crudo di un cavallo, blocca Viserys Targaryen in modo da permettere a khal Drogo di versargli in testa una pentola contenente dell'oro fuso. Inizialmente molto gentile con Daenerys, le sputerà in faccia e cercherà di ucciderla, quando ella affiderà Drogo alle pericolose cure della strega Mirri Maz Duur.

### Haggo
Cavaliere di sangue di khal Drogo. Quando Daenerys affiderà il ferito e malato Drogo alle pericolose cure della strega Mirri Maz Duur, Haggo cercherà di ucciderla, ma sarà lui a morire per mano di Rakharo e Jhogo.

### Pono
Cavaliere di sangue di khal Drogo. Quando Drogo, ferito e ammalato cade da cavallo, Pono porta via parte del khalasar di Drogo, nominandosi egli stesso khal.

### Jhaqo
Cavaliere di sangue di khal Drogo. Quando Drogo, ferito e ammalato cade da cavallo, Jhaqo porta via parte del khalasar di Drogo, nominandosi egli stesso khal. Jhaqo è particolarmente odiato da Daenerys, non solo per aver abbandonato Drogo, ma anche per aver stuprato insieme ad altri sei suoi uomini e infine ucciso una ragazzina lhazareen, Eroeh, che Daenerys aveva preso sotto la sua protezione. Nel romanzo Una danza con i draghi khal Jhaqo e il suo khalasar ritrovano Daenerys e il drago Drogon nel Mare Dothraki.

### Mago
Guerriero Dothraki che, dopo la caduta da cavallo di Drogo, decide di seguire Jhaqo, appena proclamatosi khal, divenendo suo cavaliere di sangue.
Nella serie televisiva è interpretato da Ivailo Dimitrov.

### Aggo
Aggo è uno dei quattro guerrieri Dothraki assegnati al khas di Daenerys Targaryen all’interno del khalasar di khal Drogo. Quando Daenerys si rivolge a Mirri Maz Duur per curare Drogo, i cavalieri di sangue di quest’ultimo tentano di fermarla, e Aggo impedisce a Cohollo di tagliare la gola a Daenerys uccidendolo con una freccia. In seguito Daenerys nomina Aggo ko e gli chiede di diventare uno dei suoi cavalieri di sangue insieme a Jhogo e Rakharo, offrendogli l’arco di osso di drago che aveva ricevuto in regalo per il suo matrimonio. All’inizio Aggo è riluttante all'idea di essere il cavaliere di sangue di una donna, ma dopo la nascita dei draghi accetta.

### Quaro
Quaro è uno dei guerrieri incaricati di proteggere Daenerys. Durante il sacco di una città lhazareen, Quaro riceve da Daenerys l'ordine di fermare lo stupro ai danni di una ragazzina di nome Eroeh. Il guerriero fa come comandatogli, anche se non senza protestare. Quando Daenerys decide di far curare khal Drogo da Mirri Maz Duur, tramite la magia del sangue, Qotho si oppone. Nello scontro che ne segue, Quaro è ucciso dal cavaliere di sangue.

### Rakharo
Rakharo è uno dei quattro guerrieri Dothraki scelti all’interno del khalasar di khal Drogo per essere il khas di Daenerys Targaryen. Accompagna Daenerys nella sua visita al Mercato Occidentale di Vaes Dothrak, e contribuisce a sventare un attentato a Daenerys per mano di un mercante di vini. Quando Daenerys tenta di guarire Drogo con l’aiuto di Mirri Maz Duur e i cavalieri di sangue del khal cercano di fermarla, Rakharo difende la khaleesi, uccidendo Haggo. Quando Daenerys nomina Rakharo ko, chiedendogli di diventare uno dei suoi cavalieri di sangue, insieme ad Aggo e Jhogo, gli offre il grande e ricurvo arakh che ha ricevuto come regalo di nozze. All’inizio è riluttante, ma accetta dopo la nascita dei draghi.
Nella serie televisiva è interpretato da Elyes Gabel.

### Jhogo
Jhogo è uno dei quattro cavalieri Dothraki che compongono il gruppo dei khas di Daenerys Targaryen all'interno del khalasar di khal Drogo. Quando Viserys Targaryen attacca la sorella durante il viaggio attraverso il Mare Dothraki, Jhogo usa la frusta per allontanarlo. Accompagna Daenerys durante la visita del mercato occidentale di Vaes Dothrak e aiuta a sventare il tentato assassinio ai danni della khaleesi bloccando con un colpo di frusta il mercante che cerca di far bere alla ragazza del vino avvelenato.
Quando Daenerys decide di usare la magia del sangue per salvare Drogo e affidarsi a Mirri Maz Duur, i cavalieri di sangue del khal cercano di fermarla: Jhogo, insieme a Rakharo, riesce a uccidere Haggo.
In seguito alla morte di Drogo, Daenerys nomina Jhogo ko e gli chiede di diventare uno dei suoi cavalieri di sangue insieme a Rakharo e Aggo, offrendogli in dono la frusta con il manico d'argento che lei aveva ricevuto come dono di nozze. Sebbene il ragazzo si dimostri inizialmente riluttante, è il primo dei tre a inginocchiarsi al cospetto di Daenerys, quando la ragazza si presenta con i suoi tre draghi neonati. Nel romanzo Una danza con i draghi diventa uno degli ostaggi dell'esercito di Yunkai, in seguito all'accordo di pace tra Yunkai e Meereen.

### Irri
Ragazza Dothraki precedentemente membro di un khalasar sconfitto da Drogo e di conseguenza resa schiava. Ne Il gioco del trono diventa schiava di Daenerys, col compito di insegnarle a cavalcare. Liberata dalla schiavitù dalla stessa Daenerys, diventerà sua ancella e occasionalmente, a partire da Tempesta di spade, sua concubina.
Nella serie televisiva è interpretata da Amrita Acharia.

### Jhiqui
Ragazza Dothraki precedentemente membro di un khalasar sconfitto da Drogo e di conseguenza resa schiava. Ne Il gioco del trono diventa schiava di Daenerys, col compito di insegnarle la lingua Dothraki. Liberata dalla schiavitù dalla stessa Daenerys, diventerà sua ancella.
Nella serie televisiva è interpretata da Sarita Piotrowski.